# Coprosma oliveri
Coprosma oliveri là một loài thực vật có hoa trong họ Thiến thảo. Loài này được Fosberg mô tả khoa học đầu tiên năm 1968.